# 민산산맥

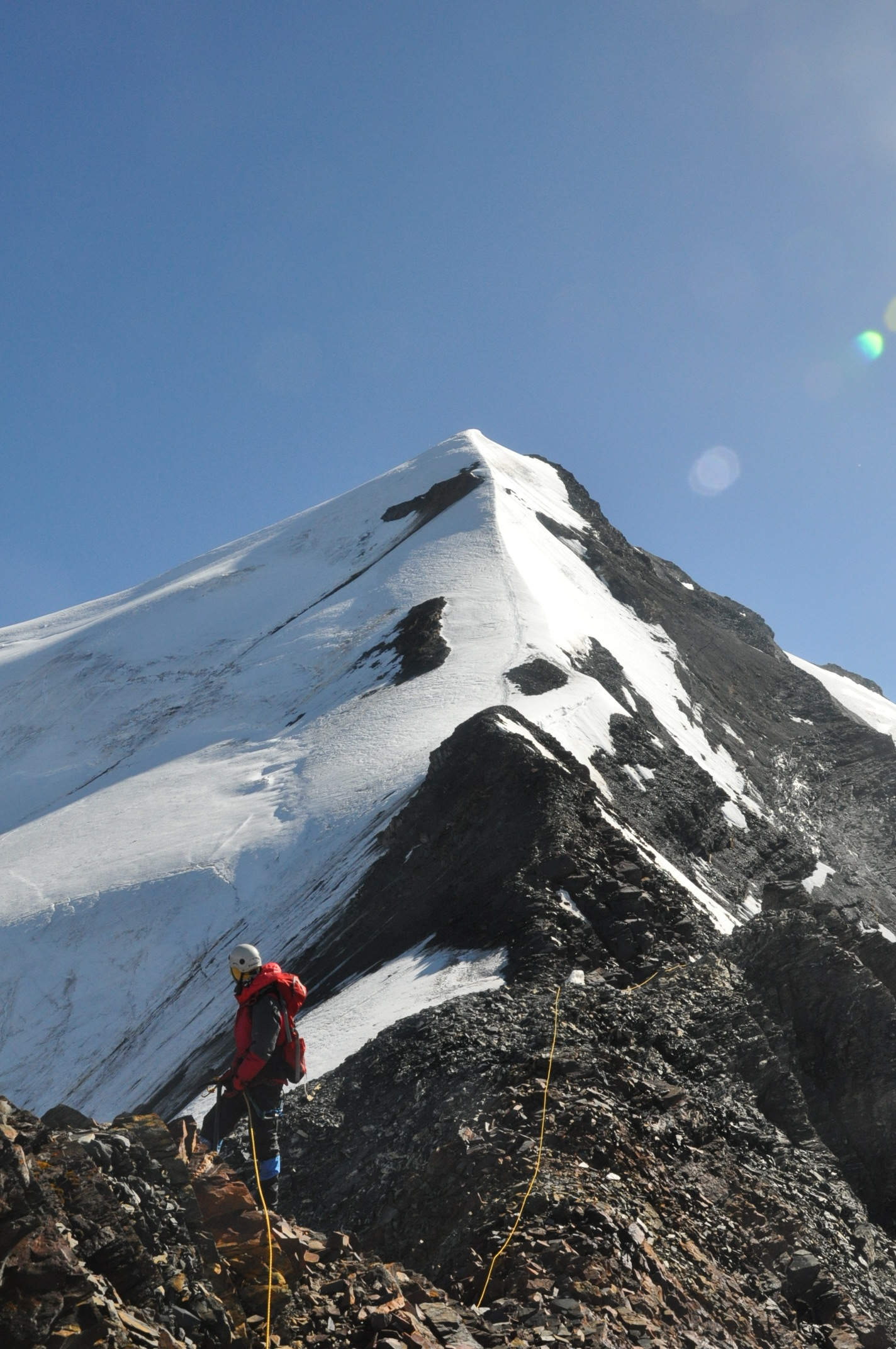
설보정, 해발 5558 M

민산산맥(중국어:岷山 山脉, 병음:Min Shan, Min Mountains,Minshan)은 중국 서남부의 높은 산맥으로 간쑤성 남부에서 쓰촨성 서북부에 걸친 약 500km의 산맥이다. 이 산맥은 해발 4000m에서 4500m의 고산도 있고, 정상에 빙하도 있다. 유라시아 판 아래로 인도 플레이트가 들어가 티베트 고원이 융기했을때, 동시에 융기하여 형성되었다. 또한 빙하의 침식 작용에 의해 현재의 지질과 지형이 형성되었다. 산맥 북부는, 간쑤성과 쓰촨성의 경계에서, 북서-동남 방향으로 펼쳐있고, 산맥의 남부는 쓰촨성 서북부의 아바티베트족창족자치주에 남북으로 펼쳐져 있다. 주봉인 설보정은 아바티베트족창족자치주의 송번현에 있으며, 정상에 햐얀 눈이 쌓여 있는 티베트의 성스러운 산으로, 표고는 5,588 m.이다. 또한 민산산맥과 병행하여, 용문산맥( 龍門山脈) , 충라이산맥( 邛崃山脈) , 구정산(九頂山), 청성산(青城山) 등이 북동에서 남서 방향으로 뻗어 쓰촨 분지의 서쪽에 병풍처럼 서있다. 충라이산맥의 구니앙 산(四姑娘山)은 해발 6,250 m에 이른다. 이 산맥의 남쪽 연장 선상에, 아미산(峨眉山)이 있다. 민산은 장강 수계와 황하 수계의 분수령이기도 하다. 민강과 백수강(가릉강 상류)등 민산의 동쪽과 남쪽에서 발원하는, 하천은 결국 장강에 합류한다. 한편, 백하(白河),흑하(黒河)등 민산의 북서쪽에서 발원하는 강은, 송판현(松潘県)의 북서부에 펼쳐진 초원과 습지를 거쳐 황하 상류에 합류한다. 민산산맥에는 깊은 숲과 가파른 계곡이 이어져 있으며, 광물 자원과 산림 자원이 풍부하다. 또한 자이언트 팬더와 킨시 코우등 멸종에 처한 희귀 동물의 주요 서식지이기도 하다. 또한 풍경이 뛰어나, 구채구, 황룡 풍경구, 청성산등은 대표적인 관광지이다.